# 戸田恵美子
戸田 恵美子（とだ えみこ、1964年9月8日 - ）は、日本のアナウンサー。旧姓、畑（はた）。

## 来歴・人物
神奈川県横浜市出身。血液型O型。慶應義塾大学法学部政治学科卒業。1987年4月、TBSにアナウンサー23期生として入社。同期には木場弘子、長峰由紀、池田裕行がいる。主にニュース、スポーツ、情報番組を担当。第1子出産後の復帰から、仕事上でも戸田姓を使用するようになる。
2002年に第2子を出産。2004年秋、家庭に入る為にTBSを退社したが、『特選名品館』だけは周囲の慰留もあって退社後も出演し続けていた。2006年9月で地上波の番組としては終了。BS-iやTBSニュースバードなどでは放送形態を変えて（『文さんの特選名品館』）共演者の山本文郎が亡くなった2014年2月まで続いた。こうして同番組の終了をもって、27年にわたるアナウンサー生活に、区切りをつけた。

## 出演番組

### TBS
- ザ・ベストテン（テレビ）中継レポーター
- JNNおはようニュース&スポーツ（1987年、テレビ）[5]
- 号外版 風雲！たけし城（1987年、テレビ）
- 大沢悠里のゆうゆうワイド（1988年、ラジオ）アシスタント[4]
- サンデー・スポーツ&ニュース（1989年、ラジオ）[4]
- THE WAVE（1990年、テレビ）[4][5]
- 傑作!できたてTV（1990年、テレビ）[5]
- 昼までまてない11時（1991年、テレビ）[5]
- ヤンアナジョッキー（1992年、ラジオ）[5]
- ビッグモーニング（テレビ）
- JNNスポーツ&ニュース（1992年、テレビ）[5]
- Goodジャパニーズ（1992年、テレビ）[4][5]
- JNNニュース1130（1993年、テレビ）[5]
- おはようクジラ（テレビ）
- お母さんホットライン（1997年、ラジオ）[5]
- お天気クジラ（1997年、テレビ）[5]
- あの街この町天気予報（1997年、テレビ）[5]
- JNNニュースバード（テレビ）開局から数年間キャスターを務めたほか、ミニコーナーのナレーションも担当。
- ジャスト（2000年、テレビ）ニュース[4]
- 文さんの特選名品館（テレビ）